# BMI Regional
BMI Regional, sinds 2017 flybmi, was een Britse luchtvaartmaatschappij met haar thuisbasis en operationeel centrum in Aberdeen, het hoofdkwartier verhuisde in november 2012 van Aberdeen naar East Midlands Airport. Zij voerde voor BMI British Midland onder BM-lijnnummers vluchten uit binnen het Verenigd Koninkrijk en naar Europese bestemmingen. Per 16 februari 2019 ging de maatschappij failliet.

## Geschiedenis
BMI Regional werd opgericht in 1987 als Business Air met hulp van Euroair. In 1996 werd de maatschappij overgenomen door BMI British Midland en de naam gewijzigd in British Midland Commuter. Vanaf 2001 heette de maatschappij BMI Regional. Lufthansa was al meerdere jaren minderheidsaandeelhouder tot het in oktober 2009 de andere aandeelhouders uitkocht en BMI Regional een volle dochter van de Duitse luchtvaartmaatschappij werd. In 2012 werd de maatschappij overgelaten aan het Britse Sector Aviation Holdings, in 2015 ging BMI Regional over naar Airline Investments Limited. In december 2017 volgde de naamswijziging naar flybmi.
Flybmi vloog met 17 vliegtuigen op 25 bestemmingen. De maatschappij had circa 400 personeelsleden.
Flybmi had vluchten in codeshare met Air Dolomiti, Air France, Brussels Airlines, Lufthansa, Loganair en Turkish Airlines. Een toestel vloog in een wetlease overeenkomst voor Brussels Airlines op de verbinding Brussel-Hannover en Brussel-Turijn.

## Vloot

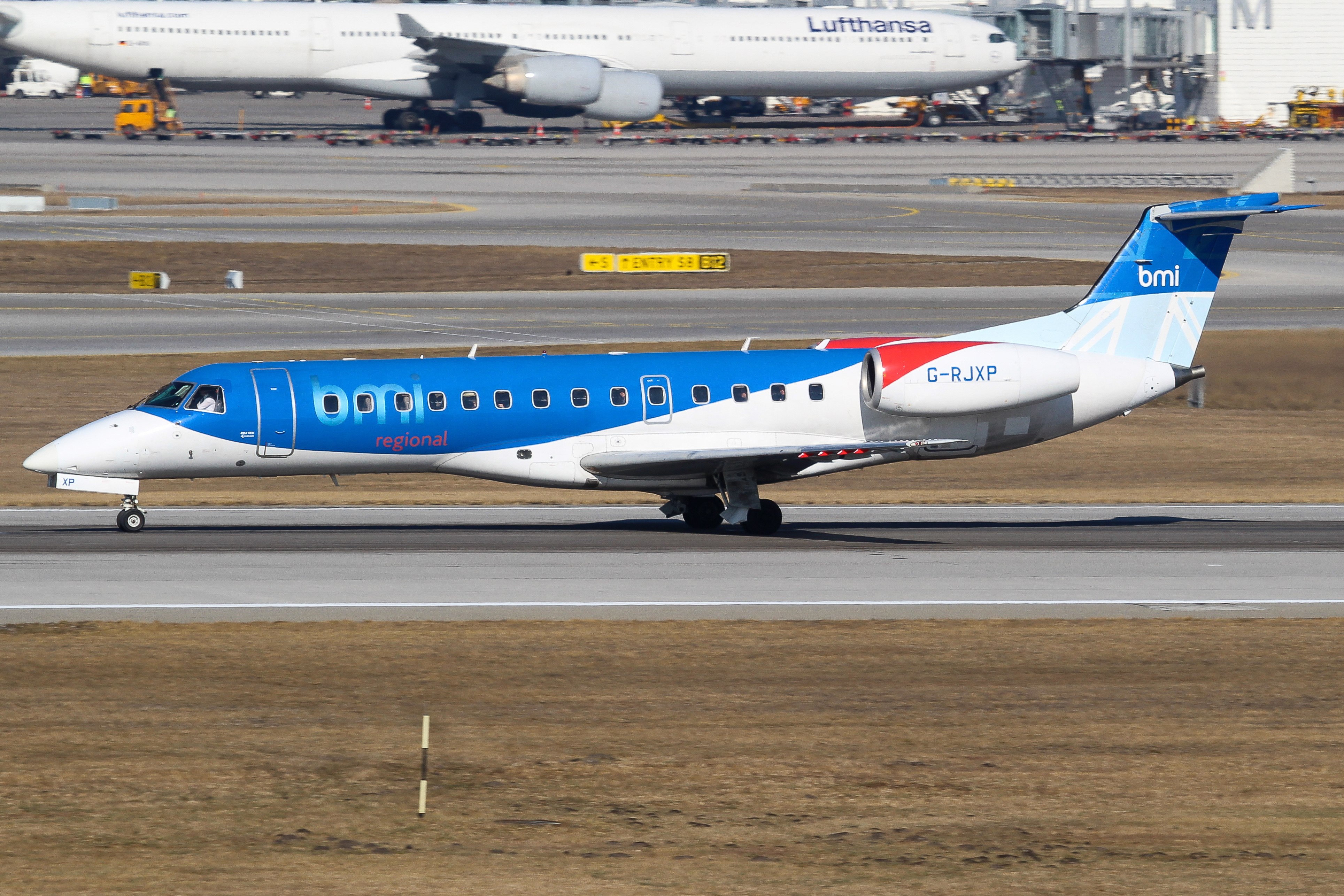
bmi regional Embraer 135

De vloot van flybmi bestond bij het faillissement in februari 2019 uit:
- 3 Embraer ERJ-135
- 14 Embraer ERJ-145